# Rune Lundmark
Max Rune Lundmark, född 15 oktober 1924 i Norsjö i Västerbottens län, död 2 maj 1985 i Sköns församling i Sundsvall, var en svensk målare.
Han var son till köpmannen Fritz Konrad Lundmark och Safira Lundgren samt från 1954 gift med folkskolläraren Ingrid Elisabeth Åhlfeldt. Han studerade konst vid Berggrens målarskola i Stockholm 1944 och genom självstudier under resor till bland annat Frankrike, Italien och Spanien. Separat ställde han ut i Luleå, Umeå, Skellefteå, Härnösand, Kramfors, Sandviken samt i några mindre norrlands-orter. Han medverkade i ett flertal samlingsutställningar i Härnösand och han var representerad i Sollefteå konstförenings jubileumsutställning 1957. Hans konst består av stilleben, interiörer, stadsmotiv från Stockholm och Paris samt landskapsbilder från ödemarken och vintermiljöer utförda i olja.